# Бой за Фуэнтес-де-Эбро
Бой за Фуэнтес-де-Эбро (исп. Fuentes de Ebro) — атака танков Народной армии Испанской республики на Фуэнтес-де-Эбро, недалеко от Сарагосы, 13 октября 1937 года во время гражданской войны в Испании. Первый опыт использования в бою массированного танкового десанта.

## Планы и силы сторон
В сентябре 1937 года националисты начали наступление на Астурию, последний анклав республиканского Севера. Поэтому министр обороны Испанской республики Индалесио Прието приказал возобновить наступление в Арагоне. Новое наступление 4 октября, по настоянию Прието, будет возглавлено полковником Сехисмундо Касадо, назначенным командующим XXI армейского корпуса.
Одной из целей нового наступления был небольшой городок Фуэнтес-де-Эбро, расположенный в долине Эбро на главной дороге в Сарагосу, менее чем в 35 км от этого города. К 13 октября Фуэнтес был самым укрепленным районом националистов на южном берегу Эбро. Местность представляла собой равнину, изрезанную оврагами и ирригационными каналами, местами покрытую растительностью.
Атака на Фуэнтес была поручена генералу Вальтеру. В дополнение к своей 35-й дивизии, состоявшей из 11-й и 15-й интербригад, Вальтер получил поддержку танкового полка из 43 танков БТ-5, единственного такого подразделения в республиканской армии, командиром которого был Антонио Льянос, он же советский полковник С. И. Кондратьев. 15-я интербригада Чопича, которой предстояло наступать вслед за танками, занимала позиции протяженностью около трех с половиной километров на расстоянии 400—800 метров перед укреплениями противника. План операции разрабатывался в спешке, не была проведена разведка. Предполагалось, что танковый десант, роль которого должен был выполнять 24-й испанский батальон, прорвавшись через позиции противника, ударит с тыла.

## Бой
В 10.00 утра 13 октября несколькими залпами двух батарей была проведена слабая артподготовка. Танки, выдвигавшиеся из глубины и остановившиеся для дозаправки, к этому времени не появились. Около полудня 18 легких бомбардировщиков произвели с высоты неточную бомбардировку позиций националистов.
Около 2-х часов дня был отдан приказ начать атаку. Подошедшие к исходной позиции танки с посаженными на броню испанскими солдатами (по 6 человек на машину) ненадолго остановились, чтобы дать несколько выстрелов по противнику, а затем двинулись через траншеи 15-й бригады к Фуэнтесу. Скорость танкового броска была такой, что некоторые десантники оказались сброшенными с брони, другие были сметены огнем противника. Механики-водители не были знакомы с местностью, и несколько машин угодили в ирригационные каналы и овраги.
Республиканская атака обрушилась на семь пехотных рот подполковника Паскуаля Рея, состоявших из легионеров, марокканцев и фалангистов. Националисты открыли огонь из полевых орудий и подожгли несколько танков.
По мере продвижения танков интербригадовцы пытались следовать за ними, но танки двигались так быстро, что пехотинцы остались позади и попали под обстрел противника. Одним удалось пройти почти половину расстояния до вражеских окопов, а потом залечь и начать окапываться в каменистом грунте на простреливаемой местности, другим — подойти ближе к вражеским позициям и завязать бой.
Некоторым танкам удалось, преодолев проволочное заграждение и окопы противника, войти в город. Но на узких улочках не было места для маневрирования, и несколько танков были уничтожены гранатами и бутылками с зажигательной смесью. Остальным пришлось отступить. Солдаты 24-го батальона, сумевшие переправиться на танках через «нейтральную полосу», также были окружены и уничтожены.
Остаток дня 15-я бригада оставалась «застрявшей» между позициями, её солдаты искали хоть какую-то доступную защиту или пытались вырыть стрелковые ячейки в твердой земле. Лишь с наступлением темноты она смогла покинуть «нейтральную полосу» и отойти на старые позиции.

## Результаты
15-я интербригада потеряла 84 человека убитыми и около 200 ранеными. Танковый полк потерял убитыми 16 экипажей и безвозвратно 16—19 танков.